# Разведывательная служба Ирака (Мухабарат)
Иракская разведывательная служба (араб. جهاز المخابرات العامة‎, «Джихаз аль-мухабарат аль-амма»), часто называемая просто «Мухабарат», Главное управление разведки или партийная разведка – была главной государственной разведывательной организацией в Ираке при Саддаме Хусейне. Мухабарат в первую очередь занимался сбором и анализом международной разведки, но также выполнял многие действия внутри Ирака совместно с «Управлением общей безопасности» в качестве тайной полицейской организации.
Самым важным отделом Мухабарат было «Управление 4»: Секретная служба. Одним из известных директоров был Рифаа Дахам ат-Тикрити, бывший посол Ирака в Турции и начальник иракской разведывательной службы. Секретной службе было поручено проникнуть в зарубежные и местные правительства, союзы, посольства и оппозиционные группы. Мухабарат часто тесно сотрудничал с «Управлением общей безопасности Ирака» (иракский аналог ФБР) при проведении мероприятий внутри страны.
Мухабарат предположительно несет ответственность за ряд убийств и покушений за рубежом. К ним относятся убийства шейха Талиба аль-Сухайля аль-Тамими в Бейруте (апрель 1994 г.), аятоллы Мехди аль-Хакима в Судане (январь 1988 г.) и Айяда Хабаши в Риме (октябрь 1986 г.), а также покушение на убийства президента США Джорджа Буша старшего, эмира Кувейта и бывшего премьер-министра Ирака Айяда Аллауи.

## Структура
Мухабарат состоял из нескольких бюро, которые курировали отдельные управления. В следующем списке представлены управления, разделенные по бюро, и краткое описание управления:

### Политическое бюро
- Управление 4 – Секретная служба

Находясь в штаб-квартире Мухабарата, Управление 4 осуществляло свою деятельность как в Ираке, так и за рубежом, с агентами, внедренными в иракские правительственные ведомства, партию «Баас», ассоциации, союзы и организации, посольства Ирака и оппозиционные партии. Кроме того, Секретная служба получала информацию от «Проекта Аль-Хади» (Проект 858), которая отвечала за сбор, обработку, использование и распространение сигналов, а также связь и электронную разведку.
В состав управления входило ряд отделений, отвечавших за сбор информации о конкретной стране или регионе. Эти офисы включали регионы Юго-Восточной Азии, Турции, Ирана, Америки (Север и Юг), Европы, арабских стран, Африки и бывшего Советского Союза. Управление 4 работало в координации с управлениями 3, 5, 9, 12, 14 и 18. Последним директором Управления 4 был бригадный генерал Мохаммед Ясин аль-Шаммари из Мосула.
- Управление 8 – Технические вопросы

Управление 8, которая располагалась в штаб-квартире Мухабарата, отвечало за снятие отпечатков пальцев со всех сотрудников Мухабарата и разработку материалов, необходимых для тайных боевых операций. К ним относились: оружие, взрывчатые вещества и яды. Управление 8 также занималось сборкой фотоаппаратов, коммуникационного оборудования и нанимало многих инженеров и ученых с учеными степенями. Последним директором Управления 8 был Мохаммед аль-Масри (египтянин по происхождению).
- Управление 9 – Секретные операции

Одно из важнейших управлений Мухабарата. Работа Управления 9 в основном велась за пределами Ирака в координации с Управлениями 5, 12, 14 и 18, уделяя особое внимание операциям по диверсиям и убийствам. Последним директором Директората 9 был генерал-майор Абдул Хамид Халаф аль-Баяти, а его помощником был бригадный генерал Хуссейн Абдул Халик ад-Дури.
- Управление 12 – Электронное наблюдение

Отвечало за установку, мониторинг и анализ устройств видео и аудио наблюдения в Мухабарате. Также частично отвечало за подделку валюты.
- Управление 17 – Институт национальной безопасности

Отвечало за обучение сотрудников Мухабарат. Ее офис располагался в районе Джихад (возможно, в Абу-Грейб в западном пригороде Багдада), с полноценными жилыми помещениями и супермаркетом. Выпускники средней школы проходили трехлетний курс обучения, а выпускники колледжей – 18 месяцев, прежде чем поступить в разведку в качестве младших офицеров.
- Офис планирования

Отвечал за сбор и анализ информации со всего мира, включая открытые источники, такие как радио, спутниковое телевидение и газеты.
- Офис пропаганды

Отвечал за проведение операций психологической войны, в том числе за распространение дезинформации.

### Специальное бюро
- Управление 5 – Контрразведка

Отвечало за обнаружение и нейтрализацию агентов внешней разведки, уделяя особое внимание сирийским агентам. Управление 5 работало совместно с Управлениями 3, 4, 14 и 18. По некоторым данным, директором данного Управления был бригадный генерал Садун Али аль-Тикрити из Аль-Ауджа, а его заместителем подполковник Ахмед Лахидж ад-Дулайми.
- Управление 6 – Безопасность Мухабарата

Отвечало за поведение офицеров и других членов Мухабарата. Управление 6 отвечало также за выдачу документов, паспортов и брачных договоров для всех сотрудников Мухабарата. Последним директором Управления 6 был генерал-майор Абдул Хамид Ясин аль-Гураири, а его помощником был полковник Ибрагим аль-Аани.
- Управление 7 – Аль-Хакимия

Основным центром допросов Мухабарата было Аль-Хакимия, которая располагалась напротив офиса паспортов на 52-й улице.
- Управление 19 – Надзор за персоналом

Отвечал за слежку за сотрудниками Мухабарата.
- Управление 22 - Охрана

Отвечало за личную защиту старших должностных лиц Мухабарата и высокопоставленных гостей.
- Офис 16

Проводил обучение агентов по ведению тайных операции за рубежом.
- Бригада Мухабарата

Силы быстрого реагирования Мухабарата, вооруженные легким и полутяжелым оружием.

### Административное бюро
- Управление 2 – Администрация

Отвечало за все административные дела. Управление 2 было разделено на ряд подразделений:
- Платежи и подарки
- Земля и жилье
- Аудит
- Безопасность
- Реестр
- Обработка текста и набор текста
- Общественные запросы
- Управление 10 – Управление по правовым вопросам

Отвечало за все юридические вопросы Мухабарата. Представляло Мухабарата в совместных комитетах с другими правительственными ведомствами и министерствами. Также содержал суд, в котором судили заключенных Мухабарата. Последним директором Директората 10 был бригадный генерал Камель Куртаси аль-Дженаби, а его заместителем был полковник Саадун Мохаммед аль-Машхадани.
- Управление 11 – Счета

Находился в комплексе штаб-квартиры. Отвечал за финансовые дела и заработную плату во всех управлениях, кроме Управления 1.
- Управление 13 – Медицинский отдел

Находился в комплексе штаб-квартиры. Отвечал за медицинские осмотры новобранцев и медицинское обслуживание членов Мухабарата.
- Управление 15 – Транспортные средства

Отвечало за транспортные средства Мухабарата и их обслуживание.
- Управление 16 – Физическое предприятие

Отвечало за обслуживание, ремонт и уборку всех зданий Мухабарата.
- Управление 20 – Типография

Отвечало за печать листовок, книг и поддельных документов (включая паспорта).
- Управление 27 – Проектирование и строительство

Отвечало за строительство зданий Мухабарата и жилья для старших офицеров.
- Управление 1 – Личный кабинет

Офис директора Мухабарата находился в собственном здании у главного входа в комплекс «Мухабарат» в багдадском районе Мансур. Все инструкции и директивы исходили из этого офиса, и здесь проходили встречи директора с его руководящим составом. Известным директором Мухабарата был Рифаа ат-Тикрити, бывший директор Управления 4, занявший пост директора Мухабарат 1 июля 1997 года. Директором до 30 июня 1997 года был Мани Абд Рашид аль-Тикрити. Управляющим канцелярией директора являлся полковник Аайед Аль Дури (Абу Тайсир) из Дура, а секретарем директора – капитан Мутана Аль Тикрити (племянник Мани Абд Рашида).
Подотделы Управление 1: секретариат, аудит, безопасность, заработная плата, электронное оборудование, прием и назначения, внутренняя и внешняя координация.
- Управление 3 – Негласное наблюдение

Управление 3, которое располагалось в Институте национальной безопасности в багдадском районе Джихад, было разделено на три подотдела: мобильное наблюдение (близкое преследование целей с помощью транспортных средств); наружное наблюдение; и стационарное наблюдение (наблюдение за фиксированным помещением, таким как киоск или магазин). Последним известным директором Управления 3 был бригадный генерал Мохаммед ад-Дури (Абу Нихад) из Дура, а последним известным помощником директора был подполковник Субхи Ибрагим аль-Джибури из Байджи / Аль-Синия.
- Управление 14 – Специальные операции

Одно из крупнейших и наиболее важных управлений в Мухабарате, Управление 14 отвечало за самые секретные и деликатные операции, проводимые за пределами Ирака. Управление 14 также отвечало за подготовку офицеров для операций подобного рода. Последним известным директором Управления 14 был бригадный генерал Нури ад-Дури (Абу Ибрагим) из Джадрии.
- Управление 18 – Иран

Отвечал за Моджахедин-э Халк. Управление 18 издавало приказы и задачи по операциям Моджахедин-э Халк в Ираке, Иране и других странах. Последним известным директором Управления 18 был бригадный генерал Ихсан аль-Тиммими (Сайед Ихсан), а его помощником был полковник Али Билал Хусейн ад-Дулайми.
- Управление 21 – Резиденция

Отвечало за контроль разрешений на проживание иностранцев и арабов в Ираке. Штаб-квартира Управления 21 находилась в багдадском районе Карраде.
- Управление 23 – Южный округ

Управление 23 со штаб-квартирой в Басре отвечало за данный район и операции на юге Ирака. Данное Управление занималось отслеживанием политических событий и проникновением в страны, соседствующие с южным Ираком.
- Управление 24 – Северный округ

Управление 24 со штаб-квартирой в Мосуле и офисом в Киркуке отвечало за операции в северном Ираке. Также несло ответственность за проникновение оппозиционных групп в северный Ирак.
- Управление 25 – Западный округ

Управление 24 со штаб-квартирой в Рамади отвечало за операции и набор агентов в Сирии и Иордании. Также отвечало за незаконный оборот оружия и контрабанду через границу и координировало действия с оппозиционными партиями. Последним известным директором Директората 25 был бригадный генерал Джамаль Амр аль-Рави из Равы.
- Управление 26 – Восточный округ

Управление 26 со штаб-квартирой в Кербеле отвечало за операции в провинции Кербела.
- Управление 28 – Безопасность ВПО

Управление 28 отвечало за безопасность всех объектов Военно-промышленной организации (ВПО). Оно было создано после бегства Хусейна Камеля и его брата Саддама Камеля в августе 1995 года.

## История
В 1917 году с помощью Великобритании было основано Специальное подразделение по борьбе с преступностью (CID), что фактически являлось первой секретной полицией будущего государства Ирак. В 1932 году, с окончанием британского мандата в Месопотамии, Ирак получил независимость. В 1948 году служба была реорганизована и переименована в Управление военной разведки (Directorate of Military Intelligence, DMI), которая подчинялась Министерству обороны Ирака. В 1957 году DMI была объединена с CID, чтобы сформировать подразделение секретной службы «Mudīriyyat al-Amn al-ʿĀmma» (Управление общей безопасности, сокращенно DGS), которое теперь подчинялась министру внутренних дел.
После неудачной попытки убийства партией Баас премьер-министра Абдель Керим Касема в октябре 1959 года Саддам Хусейн был назначен ответственным за «Джихаз аль-Хас» (Специальный аппарат) где-то между 1964 и 1966 годами. Под кодовым названием «Джихаз аль-Ханин» («Орудие тоски») организация занималась вопросами безопасности и разведки.
После того, как партия Баас захватила власть 17 июля 1968 года, Саддам Хусейн расширил Специальный аппарат и взял под свой контроль Управление общей безопасности.
После неудавшейся попытки государственного переворота во главе с директором внутренней безопасности Надхимом Казаром в 1973 году «Джихаз аль-Хас» был преобразован в «Даират аль-мухабарат аль-амма» (GID).

### Реорганизация спецслужб в 1969–1973 гг.
В дополнение к Мухабарату, партия Баас основала «Maktab al-ʿAlāqāt al-ʿĀmma» (Бюро по связям с общественностью, сокращенно PBS), собственный аппарат безопасности партии Баас, который был напрямую подотчетен заместителю секретаря Совета революционного командования Ирака Саддаму Хусейну. В 1973 году PBS была реорганизована и переименована в «Mudīriyyat al-Muchābarāt al-ʿĀmma» (Управление общей военной разведки, сокращенно DMI). DMI теперь напрямую подчинялось министру обороны, который контролировал секретную службу, которая насчитывала до 4000 агентов и была наиболее важной спецслужбой для военного сектора.
30 июня 1973 года глава DGS (шиит) генерал Надхим Казар (также известен как Назим Касар) предпринял попытку государственного переворота против власти Ахмеда Хасана аль-Бакра и Саддама Хусейна. Заговор был раскрыт, Н. Казар и его последователи были казнены. После этой попытки государственного переворота DGS была реформирована с помощью КГБ.

### Спецслужбы Ирака в 1983–2003 гг.
В 1983 году Саддам Хусейн реорганизовал секретную службу, которая состояла из двух основных ветвей (военной и гражданской). Чтобы пресекать попытку его убийства, у Саддама были два ближайших доверенных лица, его сын Удей Хусейн и его зять Хусейн Камель, как «сторожевые псы» организации безопасности президента. Они подчинялись Управлению национальной безопасности, которое координировало и контролировало другие секретные службы. В 1984 году DGS после реорганизации получил название «Jihaz Al-Mukhabarat Al-Iraqi» (Разведывательная служба Ирака, сокращенно IIS). Мухабарат стало крупнейшим разведывательным агентством Ирака, насчитывавшим до 8000 агентов. Саддам Хусейн всегда назначал на руководящие должности важнейших секретных служб своих родственников или членов своего клана из Тикрита.
В 1983 году под руководством Барзана Ибрагим ат-Тикрити, Иракская разведывательная служба организовала массовые убийства шиитов деревень Эд-Дуджейль, исчезновение барзанистов из лагеря Куштапа и убийство 18 членов семьи аятоллы Мохаммад Бакир аль-Хакима.
В результате войны в Персидском заливе отдел, занимавшийся внешними делами, был сокращен до менее чем половины его размера до 1990 г., в то время как отдел, занимавшийся внутренними делами, был расширен, чтобы нейтрализовать деятельность растущей антисаддамовской оппозиции в Ираке.
13 апреля 1993 года Иракская разведывательная служба спланировала и осуществила покушение на бывшего президента США Джорджа Буша старшего и эмира Кувейта Джабера аль-Ахмед аль-Джабер ас-Сабаха с использованием заминированной машины, которую управляли двое иракцев.
Однако план покушения был сорван, и кувейтские власти арестовали 16 человек, подозреваемых в участии в заговоре, после того, как была обнаружена заминированная машина. Два гражданина Ирака во время допросов ФБР в Кувейте признались в попытке совершить нападение под руководством иракской разведки. 26 июня того же года, в ответ на попытку убийства со стороны иракской разведки, президент Билл Клинтон принял ответные меры. Он приказал двум американским военным кораблям, а именно USS Peterson и USS Chancellorsville, нанести удары крылатыми ракетами Томагавк по главной штаб-квартире иракской разведки в Багдаде. 16 из 23 ракет поразили цель; три попали в жилой район, в результате чего девять мирных жителей были убиты, а 12 ранены. Четыре ракеты не достигли целей. Джордж Буш публично не комментировал попытку убийства или ракетный удар, но в частном порядке поговорил с Клинтоном незадолго до того, как был нанесен удар.
В июне 1995 года Саддам Хусейн уволил своего сводного брата Сабауи Ибрагим аль-Хасан ат-Тикрити с должности главы разведки из-за его неспособности повысить внутреннюю безопасность в стране. Его преемником был назначен бригадный генерал Али Хасан Абд аль-Маджид ат-Тикрити.
«Джихаз аль-мухабарат аль-амма» (Мухабарат) был официально распущен 23 мая 2003 года администратором при Коалиционном временной администрации Ирака Полом Бремером согласно «Приказу о временной власти коалиции 2».

## «Мухабарат» против шахской разведки САВАК
В течение двух десятилетии спецслужбы Ирака и шахского Ирана вели подрывную работу друг против друга. До 1979 года Ираном правил ориентированный на Запад шах Мохаммед Реза Пехлеви. Ирак, как и большинство арабских стран, которые были недовольны союзом Вашингтона с Израилем и Ираном, имели тесные связи с СССР и со странами Варшавского договора.
Иракские спецслужбы одержали свою первую, недолгую и впечатляющую победу в борьбе со своими иранскими противниками, когда генерал Теймур Бахтияр, первый глава иранской службы безопасности и разведки САВАК, уволенный шахом в июне 1961 года, вместе с группой своих соратников бежал в Ирак. При поддержке иракской разведки Теймур Бахтияр установил контакты с генеральным секретарем Коммунистической партии Ирана «Туде» доктором Реза Радманешом. Однако, шахской разведке САВАК все равно удалось проникнуть в ближайшее окружение Бахтияра. 12 августа 1970 года Теймур Бахтияр был убит одним из своих помощников во время охоты.
В 1972 году САВАК завербовал одного из самых высокопоставленных сотрудников службы безопасности Ирака, шантажируя его после негласного наблюдения в Багдаде. В том же году офицер иракской разведки Хашем Нури перешел на сторону Ирана и предоставил САВАКу ценную информацию о своей организации и иракской партии Баас, включая тот малоизвестный в то время факт, что Саддам Хусейн возглавлял ликвидационный комитет партии.
Иракские лидеры видели в шиитской общине страны серьезную потенциальную угрозу, и в 1970 году они начали массовую депортацию иракских шиитов, к которой они позже добавили физическое уничтожение отдельных шиитских религиозных лидеров и массовые аресты шиитских активистов. Уровень паранойи иракского руководства был усилен неудавшимся заговором в июне 1973 года, организованным небольшой группой иракских шиитских офицеров службы безопасности. Между 1970-1975 годами Багдад изгнал 54 000 иранцев, проживавших в Ираке, одновременно пытаясь проникнуть в Иран со своими собственными разведывательными кадрами и сотрудниками. Агентам САВАК, отвечавшим за пункты фильтрации беженцев, удалось поймать 250 офицеров иракской армии, пытавшихся нелегально проникнуть в Иран.
В 1974 году разразились приграничные столкновения между двумя странами. Иранские спецслужбы и армия оружием и деньгами поддержали курдских повстанцев в Ираке, вынудив Багдад пойти на уступки Тегерану и искать мирное решение конфликта. 6 марта 1975 года на сессии ОПЕК в Алжире при посредничестве президента Алжира Хуари Бумедьена представители Ирана и Ирака подписали соглашение об урегулировании разногласий, связанных с государственными границами и водными ресурсами. Согласно (Алжирскому соглашению), обе страны урегулировали территориальные споры. Ирак удовлетворил территориальные притязания Ирана. По данному соглашению была установлена государственная граница по тальвегу реки Шатт-эль-Араб. Взамен Иран прекратил военную и финансовую помощь курдских повстанцев. Соглашение положило конец пограничным столкновениям, но в целом, данное соглашение в Багдаде было воспринято как вынужденная необходимость.
В октябре 1978 года иракцы по просьбе Тегерана изгнали из страны давнего оппонента шаха аятоллу Хомейни. С конца 1970-х около 200,000 шиитов, которых багдадский режим назвал иранской пятой колонной, были депортированы из Ирака. Фадхиль аль-Баррак Хусейн ат-Тикрити, глава иракской разведки «Мухабарат» в период с 1984 по 1989 год, описал их как людей, «которые исторически, психологически, социально, политически и экономически связаны со своей иранской родиной».
Иракские методы обеспечения безопасности были до крайности жестокими, но их опасения по поводу безопасности до некоторой степени были понятны. Падение шахского режима и приход к власти аятоллы Хомейни вызвало беспрецедентный всплеск религиозного фанатизма шиитов, а Ирак с его многочисленным шиитским населением стал ближайшей естественной целью нового иранского руководства. Чистки в иранских вооруженных силах и САВАК убедили Саддама Хусейна в том, что его армия сможет захватить силой то, что Ирак потерял по Алжирскому соглашению 1975 года, и отвоевать еще больше земель и вынудить Тегеран пойти на уступки. Тотальное наступление иракской армии началось 22 сентября 1980 года. Ирано-иракская война остановила экспорт «иранской» революции в Ираке и послужила Саддаму Хусейну предлогом для подавления или уничтожения активных деятелей из среды шиитского духовенства и жестокого подавления протестного движения шиитской общиной Ирака.
Борьба разведок двух государств никогда не прекращалось. У обоих был значительный контингент граждан из другой страны, готовых на все, чтобы подорвать режимы стран, из которых они прибыли. В принимающих странах они были вооружены и обучены нерегулярным, подрывным действиям и шпионажу. У иранцев было то преимущество, что они исповедовали одну и ту же религию, что и большинство населения Ирака. У иракских спецслужб не было такого потенциально восприимчивого резерва для вербовки в Иране. Леворадикальная организация «Моджахедин-э Халк» была создана в 1965 году в Иране, а затем обосновалась в Багдаде в 1983 году. Организация действовала в районе ирано-иракской границы, проводя разведывательные операции для иракцев. Иранцы относились к «Моджахедин-э Халк» с заслуженной серьезностью. Иранские спецслужбы убили несколько официальных лиц организации и, похоже, они были на шаг впереди большинства операций «Моджахедин-э Халк». Вторжение моджахедов в Иран 25 июля 1988 года, менее чем за месяц до подписания перемирия, было остановлено иранцами, и 2000 боевиков «Моджахедин-э Халк» были убиты.
Министерство информации и национальной безопасности Ирана (ВЕВАК) также контролировало деятельность иракской разведки в Иране. В апреле 1996 года иранцы заявили, что за последние 12 месяцев контрразведка арестовала 89 иракских шпионов. В сентябре 1999 года иракцы объявили об аресте Маджида Джасима Абда, сотрудника Управления по делам граждан Ирака. Его обвинили в сотрудничестве с иранскими спецслужбами, предоставив их агентам документы о гражданстве Ирака.
Иракцы пытались найти подход к Ирану во время нефтяного эмбарго ООН. По неподтвержденным данным, Багдад пытался установить контакты с Тегераном весной 1999 года, когда глава иракского «Мухабарата» посетил Тегеран в попытке улучшить отношения и облегчить продажу нефти через иранские порты в обход эмбарго ООН. Иранцы отказались сотрудничать с режимом Саддама Хусейна.
После того как в марте 2003 года США и коалиционные силы вторглись в Ирак и свергли режим Саддама Хусейна, «Моджахедин-э Халк» остались без мощного покровителя, хотя, некоторые ее члены могут по-прежнему стать привлекательным активом для любой антииранской коалиции, несмотря на их противоречивые методы деятельности. В послевоенном Ираке разведывательные организации Ирана продолжат проявлять особую активность среди иракских шиитов, координируя свои действия через шиитские мечети. Нынешнее руководство в Тегеране осознает, что, по крайней мере на данный момент, единственный способ нанести вред своему злейшему врагу, США – это подорвать усилия Вашингтона по стабилизации Ирака. Бригадный генерал Мохаммед Абдулла аль-Шахвани, глава Национальной разведывательной службы Ирака, заявил, что 27 членов дипломатического персонала посольства Ирана в Багдаде были шпионами, вербовавшими сотрудников иракских спецслужб. Несмотря на то, кто находился у власти в Багдаде, вмешательства иранской разведки в ее внутренние дела будут продолжаться.

## «Мухабарат» и разведки иностранных государств
Во время правления Саддама Хусейна, Ирак, как и большинство других важных стран региона находился в поле зрения разведок иностранных государств (как региональных, так и западных). Ирак был стратегически важной страной, который являлся один из крупнейших производителем и экспортером нефти, во главе которой стоял человек, чьи спецслужбы работали с исключительной жестокостью, убивая, похищая и запугивая противников режима, реальных или воображаемых, как неотъемлемую часть своей внутренней и внешней политики.
Отношения Мухабарат со спецслужбами соседних государств обычно были менее чем дружескими, главным образом из-за имперских амбиций и бескомпромиссного характера Саддама Хусейна. Все четыре ее арабских соседа признавали важность Ирака как производителя нефти, непримиримого противника Израиля и оплота против "воинствующего шиизма", поддерживаемого Тегераном. Турция, как член НАТО, была одной из основных целей иракских разведывательных операций. Отношения с Сирией не были хорошими из-за разногласий Саддама Хусейна с сирийским президентом Хафезом Асадом. Иордании, которая сильно зависела от иракской нефти, в Багдаде не доверяли из-за ее прозападной политики, а после вторжения Ирака в Кувейт у Багдада в регионе уже не осталось сторонников. Такая позиция Ирака, и ее внешняя политика привлекли внимание крупнейших и наиболее влиятельных разведывательных служб мира.

### США
В период холодной войны США поддерживали монархический режим иранского шаха Мохаммеда Реза Пехлеви. Ситуация радикально изменилась после исламской революции 1979 года и свержения прозападной монархии. В начале ирано-иракской войны иранцы все еще удерживали в заложниках американских дипломатов, захваченных 4 ноября 1979 года после штурма посольства США в Тегеране. Заложники были немедленно освобождены после приведения к присяге Рональда Рейгана, после чего у иранцев уже не было причин опасаться прямого военного вмешательства США. Однако, потрясенный агрессивной воинственностью Тегерана, Вашингтон сделал все возможное, чтобы Тегеран не стал победителем в войне с Ираком, а разведывательное сообщество США предоставляло иракцам необходимую разведывательную информацию через небольшую группу экспертов, дислоцированных в Багдаде. Эта ограниченная разведывательная помощь Багдаду прекратилась сразу же после окончания конфликта.
В течение многих лет Ирак был одной из главных целей разведывательного сообщества США. Независимо от понесенных потерь, как в живой силе, так и политической сфере, США, к моменту ухода из Ирака, интересы безопасности Вашингтона в регионе не уменьшились. В распоряжении разведывательного сообщества США есть архив всех силовых структур Ирака и подробные сведения о новых службах безопасности и разведке. Даже если будущее иракское правительство отвернется от США, опыт Вашингтона, новые и старые разведывательные активы и продолжающиеся инвестиции в его разведывательное сообщество, наблюдающее за Ближним Востоком, по-прежнему сделают его одним из основных игроков в регионе.

### СССР/Российская Федерация
В начале 1970-х после массового изгнания из Египта советских военных советников и советников по вопросам безопасности Багдад стал главным ближневосточным союзником Москвы. Однако в 1969 году правящая партия Баас начала жестокое подавление Коммунистической партии Ирака (КПИ). Когда в 1972 году СССР и Ирак подписали договор о дружбе и сотрудничестве, КПИ была практически уничтожена. То, что осталось от партии, было готово сотрудничать с партией Баас и органами безопасности Ирака. За договором о дружбе последовало соглашение, позволявшая советскому КГБ помогать Ираку в реорганизации его органов внутренней безопасности, снабжать иракцев оборудованием для наблюдения, обмениваться разведывательной информацией и обеспечивать обучение иракских гражданских и военных сотрудников службы безопасности и разведки в СССР. Соглашение включало пункт о помощи иракским персоналом советских граждан в третьих странах в исключительных обстоятельствах.
Принятое в Москве решение о сотрудничестве с иракским разведывательным сообществом было рискованной стратегией, но после изгнания советских военных советников из Египта, советские разведывательные органы обрели новую точку опоры на Ближнем Востоке. Москва могла обратиться за помощью к Ираку в странах НАТО, где за их союзниками по Варшавскому договору следили почти так же внимательно, как за КГБ и ГРУ. В 80-е годы иракские военные атташе получили приказ собирать информацию о технических аспектах оружия массового уничтожения в зарубежных странах и его запасах. Первая часть приказа была логическим элементом военных амбиций Ирака по разработке оружия массового поражения. Однако, даже если Саддам Хусейн рассматривал возможность отправки террористической группы для проникновения или нападения на склад, хранящий оружие массового уничтожения в иностранной стране, их шансы вернуть в Ирак образцы такого оружия или его технические характеристики были практически нулевыми. Информация о запасах ОМУ была полезнее для Москвы, чем для Багдада. Иракским спецслужбам также была поставлена задача выяснить структуру сил НАТО, единственным непосредственным получателем от которых была Москва.
Сотрудничество между КГБ, ГРУ и иракской разведкой не было партнерством равных. Иракцы были полезным субподрядчиком разведки для СССР, что серьезно мешало странам, на которые были нацелены советские разведывательные организации, растягивая бюджет безопасности и людские ресурсы в странах, в которых они работали. Первоначально иракская разведка Мухабарат полагалась на помощь СССР, Чехословакии, Югославии и Кубы. Эти четыре страны предоставляли Ираку техническое оборудование и обучение. Постепенно с иракцами стали сотрудничать и другие про-советские государства. Москва была чрезвычайно прагматичной, когда дело доходило до сотрудничества разведки с Ираком, возможно, потому, что Москва учитывала прежний опыт подобного сотрудничества с другими государствами (например, с маоистским Китаем).
В 1975 году иракские службы безопасности арестовали 21 офицера армии, которые были коммунистами. Они были заключены в тюрьму на три года, и в мае 1978 года Саддам Хусейн, номинально остававшийся вторым по значимости человеком в Ираке, но уже возглавлявший все силовые организации, приказал их казнить. Советский Союз и его союзники по Варшавскому договору высказали протест на эти действия Багдада; Москва организовала дипломатическую кампанию в защиту осужденных, однако Саддам не пожалел офицеров и посоветовал СССР перенести свое посольство, которое располагалось недалеко от одного из главных дворцов Саддама и штаб-квартиры партии Баас. Саддам подозревал, вероятно, не без оснований, что его советские союзники по удобству следили за его разговорами и разговорами с его официальными лицами из посольства. В конце концов советам пришлось перенести посольство в другой район Багдада. Однако, все это не мешало сотрудничеству советских и иракских спецслужб против общих противников. В сентябре 1977 года иранская контрразведка САВАК, после кропотливого расследования арестовала генерал-майора Ахмед Могарреби, офицера генерального штаба иранской армии, в течение 30 лет работавшего на КГБ.
В 1984 году Саддам Хусейн назначил доктора Фадхиля аль-Баррак Хусейн ат-Тикрити главой иракской разведки (Мухабарат). Доктор аль-Баррак когда-то работал в посольстве Ирака в Москве и написал там докторскую диссертацию.
В начале 80-х КГБ и Мухабарат завербовали норвежского дипломата Арне Трехольта, бывший членом норвежской делегации при ООН в Нью-Йорке. Трехольт не представлял непосредственной ценности для иракцев – его главной «привлекательностью» был доступ к некоторым документам НАТО и знание внутренней работы Министерства иностранных дел Норвегии и ООН, что вряд ли являлось приоритетной информацией высшего уровня для страны, который боролся за свое выживание в кровавом конфликте с Ираном. В случае Трехольта иракцы, скорее всего, выполняли поручения КГБ, которые сталкивались с трудностями в Скандинавии в результате сотрудничества, предложенного британской разведке одним из ведущих экспертов КГБ по Скандинавии Олегом Гордиевским. Трехольт был арестован 20 января 1984 года норвежской контрразведкой и приговорен к 20 годам заключения за шпионаж в пользу СССР и Ирака.
Сотрудничество разведывательных служб Москвы и Багдада просуществовало почти три десятилетия. В середине 1990-х египтяне арестовали бывшего сотрудника их паспортного отдела в районе Эль-Минья. По заявлению египетских властей, он работал на иракские и российские спецслужбы. На Ближнем Востоке выбор партнеров Москвы был серьезно ограничен после того, как проамериканский режим иранского шаха был свергнут. Ирак был крупным заказчиком советской военной техники, а также военным партнером и партнером в области безопасности на Ближнем Востоке. Однако способность Советского Союза предоставлять иракцам секретную информацию из Ирана, должно быть, уменьшилась в 1982 году из-за бегства из советского посольства в Тегеране одного из офицеров КГБ Владимира Кузичкина, вынудившего Москву свернуть некоторые из своих разведывательных сетей. Закупки Ираком военной техники сопровождались обширными программами обучения, которые включали элементы SIGINT (радиоэлектронная разведка), ELINT (радиотехническая разведка) и криптографические элементы – первый иракский центр SIGINT появился в июне 1973 года, после подписания двумя странами договора о дружбе и сотрудничестве в апреле 1972 года.
Решение Михаила Горбачёва назначить Евгения Примакова своим личным посланником в Ирак для разрешения первого конфликта в Персидском заливе, спровоцированного иракским вторжением в Кувейт, было встречено с облегчением в Багдаде и с опасениями в столицах коалиции, полных решимости заставить Саддама покинуть страну. Коалиция считала Примакова компетентным переговорщиком, но также и сторонником холодной войны, чьи приоритеты заключались в укреплении советских позиций в регионе и ослаблении позиции Запада, а не в изгнании иракцев из Кувейта. Примаков настаивал на том, чтобы убедить Саддама Хусейна в том, что следует разрешить вернуться домой 5 000 советским гражданам, работавших в Ираке. По крайней мере, в один из трех его визитов в Багдад в период с 1990 по 1991 год Евгения Примакова сопровождал генерал Вячеслав Гургенов, заместитель начальника ПГУ КГБ. Они выполнили свою миссию: советским гражданам в Ираке было разрешено вернуться домой до начала боевых действий.
Евгений Примаков вернулся в Багдад 17 марта 2003 года, т.е. за три дня до вторжения союзников в Ирак, на этот раз в качестве экс-главы службы внешней разведки РФ, экс-министра иностранных дел и экс-премьер-министра, с целью убедить Саддама покинуть свой пост и Ирак. Примаков также провел секретные переговоры в Багдаде 23 февраля 2003 года, но информация о визите просочилась в СМИ, и Министерство иностранных дел России выступило с заявлением, в котором визит Примакова объяснило миссией в поддержку миротворческих усилий ООН.

### Великобритания
9 июля 1978 года иракские спецслужбы в Лондоне убили Абд ар-Раззак ан-Наифа, бывшего премьер-министра Ирака. Британские спецслужбы арестовали двоих сотрудников иракской военной разведки, которых обвинили в убийстве. Оба получили длительные тюремные сроки. Иракцам не удалось запугать или шантажировать британское правительство с целью их освобождения. Когда в следующем году Абу Нидаль приехал в Лондон для лечения, иракцы приняли меры безопасности с целью его защиты (Абу Нидаль находился под защитой саддамовской разведки в Ираке).
После парламентских выборов 1979 года в Великобритании иракцы не смогли оценить политические изменения, происходящие в Великобритании, когда они отправили группу террористов, которым было поручено оккупировать иранское посольство в Лондоне. Захват посольства Ирана начался 30 апреля 1980 года. Его неумело организовал Сами Мохаммад Али из иракского Мухабарата, который обучал и готовил террористов, но бежал в Ирак до того, как его подчиненные напали на посольство. За всей операцией руководил старший офицер иракской разведки Фавзи аль-Наими.
3 июня 1982 года на посла Израиля в Лондоне Шломо Аргова было совершено вооруженное покушение: трое нападавших (Хуейн Гассан Саид, Марван аль-Банна и Наваф аль-Росан) являлись членами организации Абу Нидаля, отколовшейся палестинской группировки, враждебной ООП. После нападения киллеры поехали в посольство Ирака в Лондоне, где сложили оружие и сдались.
На протяжении 1980-х годов в лондонском посольстве Ирака находилось три или четыре офицера разведки. Они работали в основном в деловых кругах, среди иракских студентов в Великобритании и журналистов.
С 1991 года интересы Ирака в Великобритании представляла часть посольства Иордании, и иракцы были вынуждены прибегать к помощи нелегалов. Отделение иракских спецслужб, действовавших против Великобритании, возглавлял заместитель директора Мухабарата и бывший глава его лондонского отделения, бывший преподаватель английского языка в Багдадском университете генерал Халил Ибрагим.

### Франция
Французская разведка установила тесные связи с иракскими спецслужбами в 1970-х годах. Французская «Служба внешней документации и контрразведки» (SDECE), отвечающая за внешнюю разведку, установила контакты с Саддамом Хусейном через главы Службы безопасности Ирака Садуна Шакир Махмуд ат-Тикрити. Саддам Хусейн, который все еще был вторым по значимости человеком в Ираке, приехал в Париж в начале 1970-х годов и встретился с главой SDECE Александром де Мараншем. Французы заявили своему посетителю, что недовольны поддержкой иракскими спецслужбами известных международных террористов, и предоставили ему неопровержимые доказательства, подтверждающие это. Саддаму Хусейну нравился откровенный разговор, и к тому времени он уже знал, что Франция – это страна, с которой он может вести дела. Их коллеги из контрразведки никогда не разделяли рвения, с которым французская разведка была готова сотрудничать с Багдадом. 31 июля 1978 года группа иракских «дипломатов», аккредитованных в Париже, во главе с первым секретарем Ибрагимом ас-Сигхабом попыталась убить палестинского террориста, находившегося под стражей во Франции. Палестинец напал на посольство Ирака в Париже, но позже сдался французской антитеррористической группе. Иракцы открыли огонь, когда террорист сидел в полицейской машине, которую охраняли двое полицейских инспекторов. Один из полицейских погиб, другой был тяжело ранен. Террорист получил ранение в ногу. Иракцы, защищенные дипломатической неприкосновенностью, были выдворены из страны.
Несмотря на это, контакты между спецслужбами двух стран успешно продолжались в течение 80-х годов, хотя Садуна Шакира сменил некомпетентный сводный брат Саддама Хусейна Барзан Ибрагим ат-Тикрити, который начал «видоизменять» информацию, полученную им от французов. Париж знал это, но мало что мог сделать, чтобы повлиять на ситуацию.
В начале 1980-х годов иракская разведка связалась со своими французскими коллегами, к тому времени переименованными в «Генеральный директорат внешней безопасности» (DGSE), и предложила им и французской контрразведывательной организации «Управления территориального наблюдения» (DST) сделку. В обмен на предоставление DST информации о членах иракской оппозиции, проживавших во Франции, иракцы предоставят DGSE информацию об отдельных палестинских террористах. Предложение было, по крайней мере теоретически, интересным, поскольку режим Саддама продолжал поддерживать нескольких известных палестинских радикалов, но для этого требовалось, чтобы DST работал на иракцев во Франции. В конце концов в DST отклонили это предложение, когда стало очевидно, что они будут получать информацию не от иракцев, а от DGSE, своих коллег из разведки. В жестко конкурирующем французском сообществе служб безопасности и разведки того периода такая договоренность была неприемлема. Это не помешало DGSE и DST сотрудничать с иракской разведкой во время ирано-иракской войны. По словам Ива Бонне, бывшего главы DST, в этот период за Саддамом Хусейном «ухаживали до лести». 19 февраля 1985 года двое иракских диссидента были задержаны французским DST и насильно отправлены в Ирак. DST не проинформировал об инциденте даже МИД Франции. Французское правительство предприняло отважные усилия, чтобы вернуть двух диссидентов, но ему удалось только получить обещание Багдада, что эти двое не будут казнены. Французы были гораздо менее любезны, когда дело касалось некоторых иракских предприятий за пределами их границ. DGSE сыграл важную роль в срыве иракской кампании по созданию полигонов для оружия в Мавритании в конце 1980-х – начале 1990-х годов.

## Спецслужбы Ирака после свержения режима Саддама Хусейна
Приказ №69 от 1 апреля 2004 года учредил новую разведывательную службу – Национальную разведывательную службу Ирака (сокращенно INIS).

## Руководители Мухабарата
- Надхим Казар (1969–1973)
- Садун Шакир Махмуд ат-Тикрити (1973–1977)
- Барзан Ибрагим ат-Тикрити (1977–1983)
- Хусейн Камель аль-Масджид (1983–1984)
- Фадхиль аль-Баррак Хусейн ат-Тикрити (1984–1989)[55]
- Сабауи Ибрагим аль-Хасан ат-Тикрити (1989–1995)
- Али Хасан Абд аль-Маджид ат-Тикрити (1995–2003)